# Bendidees
Les Bendidees (en grec antic: Βενδίδεια) eren unes festes que se celebraven al Pireu en honor de Bendis, una deessa tràcia el culte de la qual es va introduir a l'Àtica en temps de Sòcrates. La seva celebració es feia el dia 19 o 20 del més de Targelió.
Segons Estrabó, el festival s'assemblava als que es feien per honorar a Dionís. La principal cerimònia era una processó encapçalada pels tracis que vivien al Pireu, i una altra per la gent del Pireu, ambdues molt solemnes, i amb una cursa de torxes a cavall al vespre. Bendis, una deessa caçadora, s'identificava amb Àrtemis, però al Pireu tenia un temple propi, el Bendidèon, al costat del d'Àrtemis, segons diuen Xenofont i Titus Livi, indicant que eren divinitats diferents.